# Švanda dudák
Švanda dudák (títol original en txec, en català Švanda el gaiter) és una obra dramaticomusical en dos actes composta  per Jaromír Weinberger sobre un llibret en txec de Miloš Kareš, basat en Strakonický dudák aneb Hody divých žen de Josef Kajetán Tyl. Es va estrenar el 27 d'abril de 1927 al Teatre Nacional de Praga.